# Condado de La Bisbal
El condado de La Bisbal es un título nobiliario español de carácter hereditario que fue concedido por el rey Fernando VII, el 25 de octubre de 1810, a favor de Enrique José O'Donnell, general de los ejércitos, por sus servicios en la guerra de la Independencia Española.
La denominación del título se refiere al municipio de La Bisbal del Ampurdán en la provincia de Gerona.

## Condes de La Bisbal
|                           | Titular                                          | Periodo                   |
| Creación por Fernando VII | Creación por Fernando VII                        | Creación por Fernando VII |
| ------------------------- | ------------------------------------------------ | ------------------------- |
| I                         | Enrique José O'Donnell                           | 1810-1834                 |
| II                        | Manuela O'Donnell Clavería                       | 1850-1853                 |
| III                       | Leopoldo Balderrábano y O'Donnell                | 1860-1863                 |
| IV                        | Manuel Valderrábano y Dusmet                     | 1903-1948                 |
| V                         | Manuel Balderrábano y Abaroa                     | 1953-1972                 |
| VI                        | María de la Soledad Balderrábano y Suárez-Inclán | 1975-2023                 |
| VII                       | María del Carmen Balderrábano y Suárez-Inclán    | 2023-2024                 |

## Historia de los condes de La Bisbal
- Enrique José O'Donnell (San Sebastián, 21 de mayo de 1776-Montpellier, 17 de mayo de 1834), I conde de La Bisbal, general y político.[2] Era hijo de José O'Donnell y María de Anhetan.

Casó, en 1800, con María Ignacia Burgués y Caramany. Sucedió, en 13 de marzo de 1850, una hija de su sobrino, José O'Donnell, y de su esposa Rafaela de Clavería y Haro.
- Manuela O'Donnell Clavería (Guadix, 14 de marzo de 1807-Madrid, 1853[4]), II condesa de La Bisbal.[1]

Casó el 20 de junio de 1829, en Valladolid, con Alfonso de Balderrábano y Balderrábano (1785-1859), VIII marqués de Claramonte de Arteta. En 25 de junio de 1860, sucedió su hijo:
- Leopoldo Balderrábano y O'Donnell (Valladolid, 16 de noviembre de 1832-1 de abril de 1863), III conde de La Bisbal,[1] caballero de la Orden de Santiago y capitán de infantería.[6]

Sin descendencia, el 20 de mayo de 1903, sucedió su sobrino, hijo de Manuel de Balderrábano y O'Donnell, IX marqués de Claramonte de Arteta y caballero de la Orden de Santiago, y de su esposa María del Carmen Dusmet y Rolando:
- Manuel Balderrábano y Dusmet (m. Madrid, 15 de abril de 1948), IV conde de La Bisbal.[1][6]

Casó el 1 de enero de 1901, en Madrid, con su prima María de los Dolores de Tordesillas y Fernández-Casariego, hija de los II condes de la Patilla.  Sin descendencia, en 23 de marzo de 1953, sucedió su sobrino, hijo de Alfonso de Balderrábano y Dusmet, X marqués de Claramonte de Arteta y de Margarita de Abaroa y López de la Calle.
- Manuel Balderrábano y Abaroa (m. Madrid, 12 de julio de 1972[8]), V conde de La Bisbal[1][9]  XI marqués de Claramonte de Arteta.[6]

Casó el 4 de enero de 1932, en Madrid, con María del Carmen Suárez-Inclán y Aguilera. En 4 de abril de 1975, sucedió su hija:
- María de la Soledad Balderrábano y Suárez-Inclán (m. Madrid, 12 de febrero de 2023[10]), VI condesa de La Bisbal.[6]

Sucedió su hermana:
- María del Carmen Balderrábano y Suárez-Inclán (m. Madrid, 3 de julio de 2024), VII condesa de La Bisbal.[11]

Casó en primeras nupcias en 1960 con Pablo de Alós y Merry del Val (m. 1969), hijo mayor de los III marqueses de Haro, y en segundas con José María Escriña de Salas, con descendencia: Su hija primogénita del primer matrimonio, María del Carmen de Alós y Balderrábano, IV marquesa de Haro, casada con Germán de la Mora y Armada, ha solicitado la sucesión en el condado: